# 빨리 감기 캘린더
〈빨리 감기 캘린더〉(早送りカレンダー )는 HKT48의 11번째 싱글이다.